# Dagens industri
Dagens industri, förkortat Di, är en svensk näringslivsinriktad dagstidning som grundades 1976 och ges ut av Bonnier AB, genom Bonnier News.  
Under de första åren hade tidningen fokus på teknik, men 1983 övergick Dagens industri till att bli en affärstidning med fokus på företag och börs. Skiftet i fokus blev grunden till Dagens industris upplageutveckling; 1983 hade tidningen en upplaga på 30 200 exemplar och 2013 var den 98 500 exemplar. Antalet läsare beräknades år 2013 till 350 000. 2017 beräknades räckvidden vara 322 000, enligt Orvesto konsument.  
Mellan 1981 och 2003 var Hasse Olsson tidningens chefredaktör. Tidningen expanderade österut till Baltikum under ledning av Hasse Olsson och Ivar Gavelin, Marknads- och Annonschef. Hasse Olsson efterträddes av Gunilla Herlitz. Den 1 november 2009 tillträdde Peter Fellman som chefredaktör, då Herlitz blev publisher (chefredaktör och verkställande direktör) på Dagens Nyheter. Vid årsskiftet 2012 var Fellman även chefredaktör för tidningens webbutgåva, di.se. 2015 meddelade Fellman att han avgår som chefredaktör för att i stället tillträda tjänsten som tidningens New York-korrespondent. Han efterträddes i januari 2016 av Lotta Edling, tidigare redaktionschef. I augusti 2018 återvände Fellman som chefredaktör för Dagens industri, då det stod klart att Edling blir publicistisk utvecklingsdirektör inom Dagens industris ägarbolag Bonnier News.

## di.se
Webbutgåvan di.se började ges ut den 26 maj 1994 under namnet Di Online. Innehållet bestod av texterna från pappersutgåvans förstasida och börskurser från Stockholms fondbörs. Strax efter starten hade webbplatsen cirka 8 000 besök per dag. I början av 2015 var det 794 989 unika besökare per vecka.
Den 7 november 2005 startades DITV med målet att sända i det digitala marknätet. Mellan 2012 och 2016 gick allt rörligt material under namnet Di Play. Den 14 mars 2016 hade webb-tv-programmet Börsmorgon premiär med Oscar Julander och Hanna Malmodin som programledare. Våren 2017 återlanserades DITV, stiliserat DiTV, men som webb-tv-program, i samarbete med Expressen.
Kopplat till webbplatsen finns några sidoprojekt, däribland Di Digital, Börssnack, Di Trader, Stockwatch, Di Agenda, Di Weekend, Di Dimension.
di.se har utnämnts till "Bästa ekonomisajt" varje år mellan 1999 och 2017 av PR-byrån Hallvarsson & Halvarsson, undersökningsföretaget Svensk Image och IR-företaget Financial Hearings.

## Tidigare magasin
Systertidningen Diego gavs ut månadsvis 2005–2008 och riktade sig till yngre läsare. Diego kom ut i 24 nummer, det sista kom ut i december 2008.

## Chefredaktörer
- 1976–1980 – Bertil Torekull
- 1980–1981 – Göran Albinsson Bruhner
- 1981–2003 – Hasse Olsson
- 2003–2009 – Gunilla Herlitz
- 2009–2016 – Peter Fellman
- 2016–2018 – Lotta Edling
- 2018– Peter Fellman